# Trần Tuấn Minh
Trần Tuấn Minh (sinh ngày 21 tháng Mười năm 1997) là một đại kiện tướng cờ vua người Việt Nam. Trần Tuấn Minh đã 5 lần vô địch cờ vua quốc gia các năm 2017, 2018, 2021, 2022, và 2023.

## Sự nghiệp
Năm 2014, Trần Tuấn Minh được Liên đoàn cờ vua thế giới FIDE phong danh hiệu Kiện tướng quốc tế (IM), đến năm 2017, anh tiếp tục được phong danh hiệu Đại kiện tướng (GM).
Trần Tuấn Minh đã 5 lần vô địch giải cờ vua quốc gia vào các năm 2017, 2018, 2021 2022 và 2023.
Ở đấu trường quốc tế, Trần Tuấn Minh đã giành được 2 tấm huy chương vàng ở Giải vô địch cờ vua trẻ châu Á 2017 được tổ chức ở Iran.
Trần Tuấn Minh từng được gọi vào đội tuyển cờ vua Việt Nam tham gia Olympiad cờ vua 2018. Ở giải này thì anh ngồi ở bàn 3 (kết quả: +4, =4, -3).
Ở SEA Games 2021 Trần Tuấn Minh cùng với Lê Quang Liêm đã giành tấm huy chương vàng cờ vua nội dung đồng đội cho đoàn thể thao Việt Nam.
Một số thành tích quốc tế đáng chú ý khác của Trần Tuấn Minh bao gồm: chiến thắng giải IGB Dato Arthur Tan International Open Chess Championship 2017., chiến thắng giải Bhopal GM Open 2018. và chiến thắng giải Pattaya Open 2018.